# Marija Ivančič
Marija Ivančič, slovenska aktivistka OF, * 12. junij 1890, Petrinci, † 10. december 1980, Petrinci.

## Življenjepis
Marija Ivančič je med svetovnima vojnama delala doma na kmetiji in s kmetovanjem preživljala 9 otrok. Osvobodilni fronti se je pridružila že 1941. Junija 1942 so ji italijanski fašisti ustrelili 4 sinove. Oktobra 1943 so jo v Kočevju izvolili v delovno predsedstvo Zbora odposlancev slovenskega naroda ter za članico SNOO in za delegatko na II. zasedanju AVNOJ-a. Imenovali so jo »mati Slovenije«. Udeležila se je tudi III. zasedanja AVNOJ-a 1945 v Beogradu. Do visoke starosti je delala v organih ljudske oblasti in družbenopilitičnih organizacijah.